# Руднєв Лев Володимирович
Лев Володимирович Ру́днєв (рос. Лев Владимирович Руднев; нар. 13 березня 1885, Новгород — пом. 19 листопада 1956, Москва) — російський радянський архітектор, живописець, скульптор і педагог; дійсний член Академії будівництва і архітектури СРСР, професор, доктор архітектури.

## Біографія

Надгробок.

Народився 1 [13] березня 1885 року в місті Новгороді (тепер Великий Новгород, Росія) в сім'ї вчителя. 1895 року родина Руднєвих переїхала до Риги, де Лев закінчив реальне училище і художню школу. 1906 року поступив на архітектурний факультет Академії мистецтв у Санкт-Петербурзі (навчався у Леонтія Бенуа). Одночасно із навчанням в Академії, з 1912 року працював у майстерні академіка Івана Фоміна в якості його помічника. В ці ж роки почав самостійно виступати на архітектурних конкурсах і здійснив свою першу споруду — церкву-школу в селі Селезнівці Катеринославської губернії. 1913 року здійснив поїздку до Італії. У 1915 році закінчив Академію (дипломна робота — внутрішній двір університету) і продовжив працювати у майстерні Івана Фоміна  (до 1916 року) та брати участь в архітектурних конкурсах.
З 1918 року — професор Петроградської академії мистецтв. З 1925 року керував архітектурною майстернею Будкому в Ленінграді, працював над проєктами та здійсненнями низки житлових і громадських будинків. 1942 року переїхав до Москви, де продовжив працювати над великими адміністративними спорудами, проєктування яких розпочав ще у Ленінграді. В перші роки після німецько-радянської війни працював над планами відбудови і реконструкції Воронежа, Сталінграда, Риги та інших міст, зруйнованих під час війни; працював над проєктами колгоспного будівництва, проєктував пам'ятники німецько-радянської війни. У 1948—1952 роках викладав у Московському архітектурному інституті (серед учнів Борис Бархін, Євсей Вітенберг, Володимир Мунц, Віктор Асс, Ігор Рожин).
Помер в Москві 19 листопада 1956 року. Похований на Новодівочому цвинтарі в Москві (ділянка № 1, ряд 44). Надгробок — стела з рожевого з чорними вкрапленнями каменю, на якій викарбувані портрет архітектора і великий напис російською мовою:

ЛЕВ РУДНЕВ
АРХИТЕКТОР

Стела встановлена на відполіровану могильну плиту з темного граніту.

## Творчість

### Архітектура
Серед робіт архітектора:
- Пам'ятник Жертвам Революції на Марсовому полі в Петрограді (1917);
- Профілакторій Московсько-Нарвинського району в Ленінграді (1927, у співавторстві з Олегом Ляліним);
- Будівля Військової академії імені М. В. Фрунзе в Москві (1937, у співаторстві з Володимиром Мунцем);
- Будівля Наркомату оборони[ru] на вулиці Маршала Шапошникова № 14/1 в Москві (1934—1938, у співаторстві з Володимиром Мунцем);
- Третій будинок Міністерства оборони[ru] на Фрунзенській набережній № 22 в Москві (1938—1955, у співаторстві з Володимиром Мунцем);
- Житловий будинок на вулиці Садовій-Кудринській № 28—30 у Москві (1947, у співавторстві з Володимиром Мунцем та Вікторомм Ассом);
- Головний корпус МДУ на Ленінських горах у Москві (1949, спільно з архітекторами Сергієм Чернишовим, Павлом Абросимовим, Олександром Хряковим та іншими; 1949—1953);
- Будинок уряду Азербайджанської РСР в Баку (1952, у співаторстві з Володимиром Мунцем);
- Палац культури і науки у Варшаві (1952—1955, у співавторстві).

|                             |                     |                        |                                    |
| Пам'ятник Жертвам Революції | Головний корпус МДУ | Палац культури і науки | Будинок уряду Азербайджанської РСР |

### Живопис, скульптура
Серед художніх робіт:
- «Крим. Судак» (1937, акварель);
- «Композиція, Ленінград» (1941, олія);
- «Архітектор В. О. Мунц» (1943, акварель);
- «Художниця І. І. Фоміна» (1944, акварель);
- «Архітектор М. М. Соболєв» (1947, акварель);
- «Архітектор Я. О. Свірський» (1948, олівець);
- «М. М. Руднєва» (1950, олія);
- «Зима. Суханово» (1950, олія);
- «Літо. Суханово» (1951, олія);
- «Вид з вікна» (1952, олія);
- «Натюрморт» (1953, олія);
- «Жіночий портрет» (1956, олія);

Автор розпису на порцеляновій тарілці (1924); гіпсового портрету Олександра Маковського (1953).

## Відзнаки
- Медаль «За перемогу над Німеччиною» (8 жовтня 1945[6]);
- Два ордена Трудового Червоного Прапора:
  - 13 березня 1945 — до 60-річчя;
  - 12 квітня 1955 — до 70-річчя;
- орден «Знак Пошани» (1947; в ознаменування 800-річчя Москви);
- Сталінська премія І ступеня (1949; за Головний корпус МДУ);
- Командорський орден Відродження Польщі (за будівництво Палацу культури і науки).

## Вшанування пам'яті
Архітектору встановлені меморіальні дошки:
- в Санкт-Перербурзі на вулиці Кірочній, 17, де з 1925 по 1942 рік він жив (1989, граніт; архітектор Віктор Хазанов)[7];
- в Москві на вулиці Садовій-Кудринській № 28—30, будівля 1, де він жив[8].

Іменем архітектора у 1972 році названа вулиця у Санкт-Петербурзі.
Скульптор Микола Нікогосян створив скульптуру Льва Руднєва в повний зріст.